# Bob Tisdall
Robert Morton Newburgh Tisdall, detto Bob (Nuwara Eliya, 16 maggio 1907 – Nambour, 27 luglio 2004), è stato un ostacolista e multiplista irlandese, campione olimpico dei 400 metri ostacoli ai Giochi di Los Angeles nel 1932.

## Palmarès
| Anno | Manifestazione  | Sede        | Evento    | Risultato | Prestazione | Note |
| ---- | --------------- | ----------- | --------- | --------- | ----------- | ---- |
| 1932 | Giochi olimpici | Los Angeles | 400 m hs  | Oro       | 51"8        |      |
| 1932 | Giochi olimpici | Los Angeles | Decathlon | 8º        | 6 398 p.    |      |